# Śmigłowcowe Mistrzostwa Świata 2015
Śmigłowcowe Mistrzostwa Świata 2015 odbyły się Zielonej Górze (Polska) na lotnisku Przylep w dniach 12–15 sierpnia 2015. Organizatorem było Stowarzyszenie Lotnicze HELISPORT  we współpracy Aeroklubu Polskiego i Aeroklubu Lubuskiego a zawody odbyły się pod patronatem Komisji Śmigłowcowej CIG FAI. W mistrzostwach wystartowało 48 załóg z 12 krajów. W klasyfikacji końcowej liczone były punkty z konkurencji: nawigacja, fender rigging, latanie precyzyjne i slalom. Konkurencje freestyle oraz wyścigi równoległe (heli races) nie zaliczano do klasyfikacji generalnej mistrzostw. 

## Wyniki

### Indywidualne
| Miejsce | Pilot               | Obserwator         | Śmigłowiec   | Państwo         |
| ------- | ------------------- | ------------------ | ------------ | --------------- |
| 1.      | Maksim Sotnikow     | Oleg Puajukas      | Mi-2         | Rosja           |
| 2.      | Wiktor Korotajew    | Władimir Ziablikow | Mi-2         | Rosja           |
| 3.      | Aleksiej Majorow    | Siergiej Kostin    | Robinson R44 | Rosja           |
| 4.      | Aleksandra Żupierin | Nikołaj Burow      | Robinson R44 | Rosja           |
| 5.      | Andriej Oriechow    | Wadim Sazonow      | Robinson R44 | Rosja           |
| 6.      | Jelena Żupierina    | Nikołaj Rodionow   | Robinson R44 | Rosja           |
| 7.      | Ludomiła Kosjenkowa | Jelena Prokofiewa  | Mi-2         | Rosja           |
| 8.      | Marcin Szamborski   | Michał Szamborski  | Robinson R44 | Polska          |
| 9.      | Stefan Seer         | Christiana Korb    | Robinson R44 | Austria/ Niemcy |
| 10.     | Aleksiej Moczanski  | Anton Danczanka    | Mi-2         | Białoruś        |
| 24.     | Maciej Węgrzycki    | Jakub Malec        | Robinson R44 | Polska          |
| 32.     | Jędrzej Wiler       | Jacek Ciszewski    | Robinson R44 | Polska          |
| 34.     | Maria Muś           | Magdalena Woch     | Robinson R44 | Polska          |

### Drużynowe
| Miejsce | Państwo         | Punktacja |
| ------- | --------------- | --------- |
| 1.      | Rosja           | 3555,0    |
| 2.      | Białoruś        | 3370,2    |
| 3.      | Ukraina         | 3247,9    |
| 4.      | Niemcy          | 3238,8    |
| 5.      | Polska          | 2987,5    |
| 6.      | Wielka Brytania | 2509,3    |
| 7.      | Austria         | 2390,3    |
| 8.      | Szwajcaria      | 2189,0    |